# Etziken
Etziken (toponimo tedesco) è un comune svizzero di 787 abitanti del Canton Soletta, nel distretto di Wasseramt.